# Голубенко Роман Ігорович
Роман Ігорович Голубенко — солдат Збройних Сил України, учасник російсько-української війни, що загинув у ході російського вторгнення в Україну в 2022 року
.

## Життєпис
Роман Голубенко народився 30 квітня 2000 року на Дніпропетровщині.

## Родина
У загиблого залишилися батьки, він не був одружений.

## Нагороди
- Орден «За мужність» III ступеня (2022, посмертно) — за особисту мужність і самовіддані дії, виявлені у захисті державного суверенітету та територіальної цілісності України, вірність військовій присязі[1].